# Commission du bacon
Pour les articles homonymes, voir Bacon.

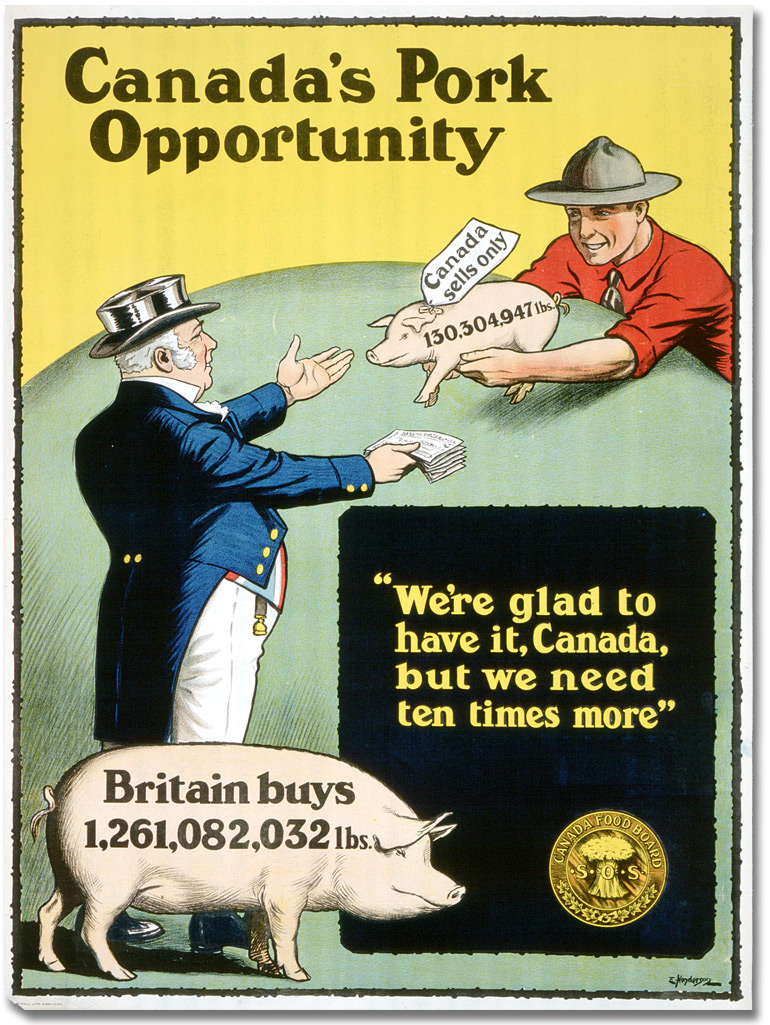
Affiche de propagande.

La Commission du bacon est une commission du Ministère des munitions et des approvisionnements, mise en place lors de la Seconde Guerre mondiale sous le gouvernement de Mackenzie King , à une période où le Canada concentre son effort de guerre sous la forme économique et logistique.

## L'activité industrielle sous le gouvernement
Bien que le Canada participe activement à l’effort de guerre en termes de vie humaine, l’effort en termes de logistique est beaucoup plus important. L’activité industrielle canadienne pendant la Seconde Guerre mondiale sera sollicitée de façon exceptionnelle. Le Gouvernement fédéral du Canada va même mettre sur pied un nouveau ministère, le ministère des munitions et des approvisionnements. Sous la direction du ministre, la loi sur le ministère des Munitions et des Approvisionnements entre en vigueur le 9 avril 1940. Ce ministère n’a eu qu’un seul ministre, C.D. Howe, qui y a apporté un leadership dynamique et énergique, en plus d’une influence politique considérable. Ce ministère accompagné de celui de l’agriculture organise une des plus grandes structures logistiques pendant la guerre, outre ceux des États-Unis. 
Les besoins logistiques sont à tels points importants qu’une multitude de commissions sont mises en place ; la commission du bacon est l'une de ces structures. La production de porc au Canada passe en mode industriel; connaissant une augmentation de plus de 250% pendant le conflit par rapport à la période de l’avant-guerre.

## Origine de la demande alimentaire
La demande alimentaire des troupes en Angleterre est une des causes principales de la hausse de la production agricole au Canada, avec celle des populations civiles locales. La hausse dans la demande provient du fait que les Anglais dépendent de pays comme les Pays-Bas et la Hollande pour des produits comme le porc. Ainsi avec l'invasion nazie, de l'Europe. l'Angleterre doit se tourner vers ses alliés pour subvenir à ses besoins logistique.

## Productions et rationnement
L'homme fort du gouvernement King, le ministre C. D. Howe assigne la production de 75 % des entreprises à la tutelle de la juridiction fédérale. Ainsi la majorité de la production du pays devient destiné à l'effort de Guerre. Il n'est pas seulement question des produits militaires comme des uniformes, munitions et armes, mais aussi des produits alimentaires et de logistique générale.